# South African Class 7E
A 7E de 1978 é uma locomotiva elétrica sul-africana da era da South African Railways, entre 1978 e 1979 a ferrovia colocou cem destes modelos com arranjo Co-Co para serviço na linha principal. Foram as primeiras locomotivas de 25 kV AC da África do Sul.

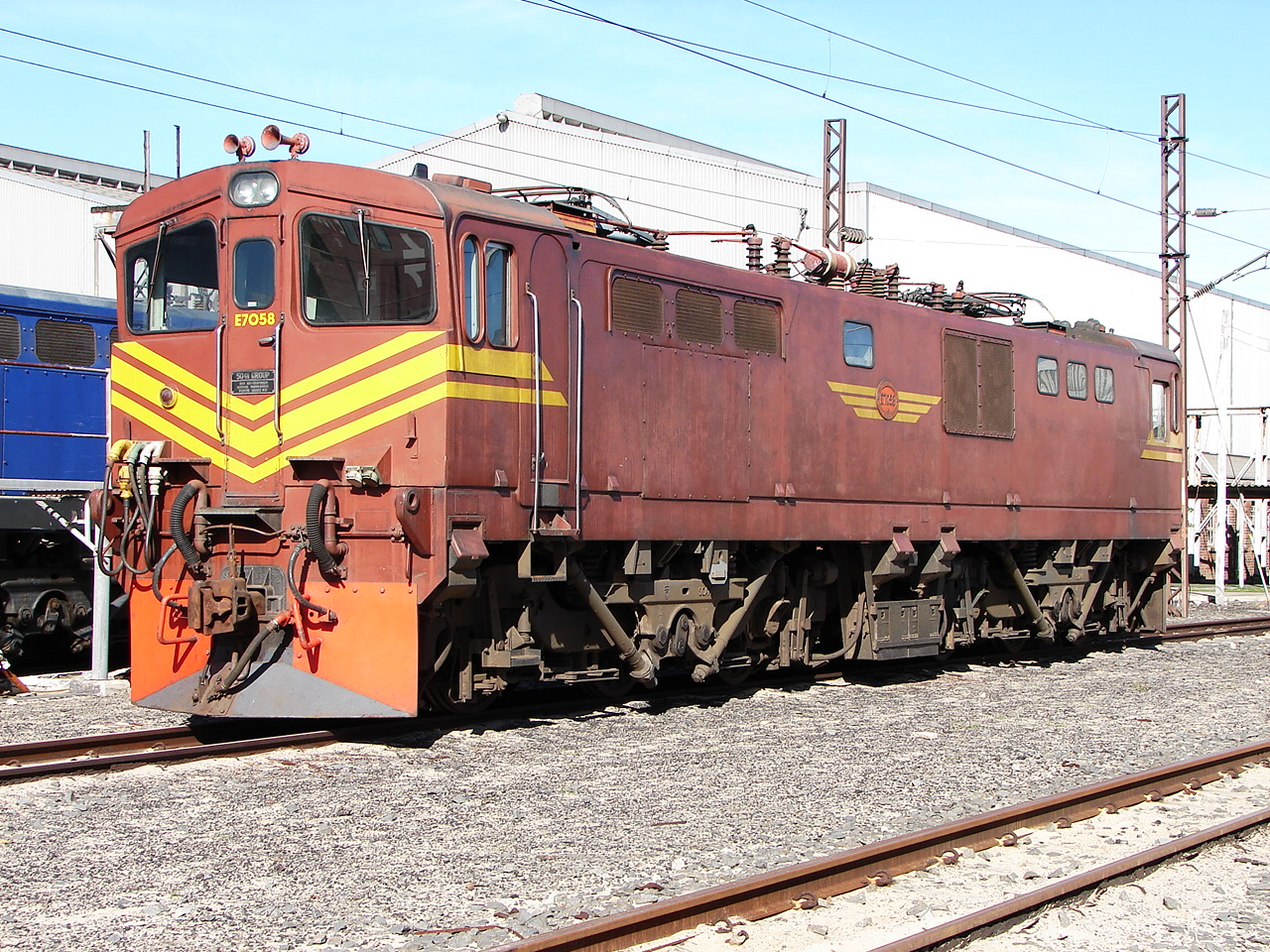
No. E7058 em Porto Elizabeth em 2010.
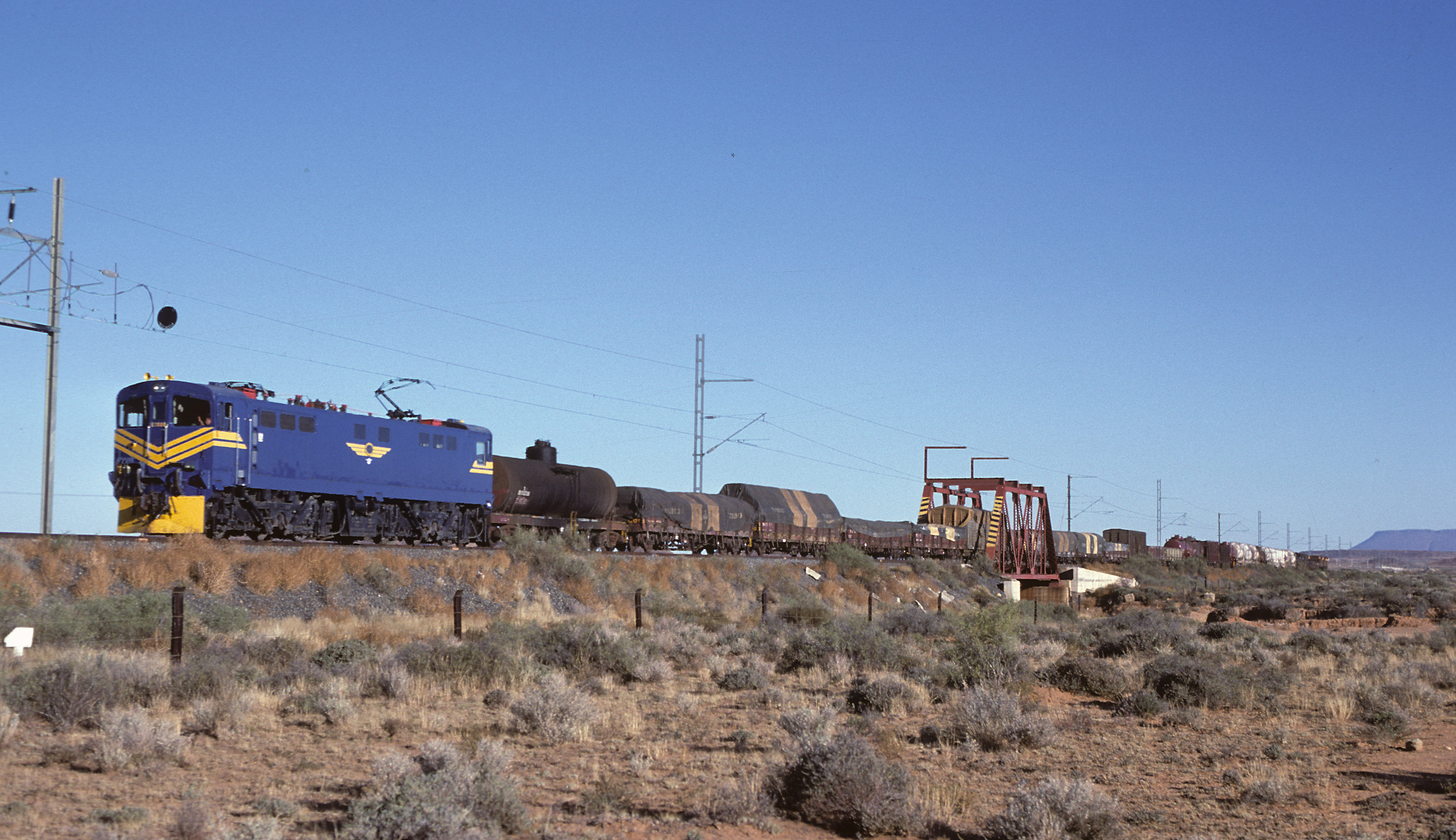
No. E7008 com mercadorias em 2 de maio de 1985.
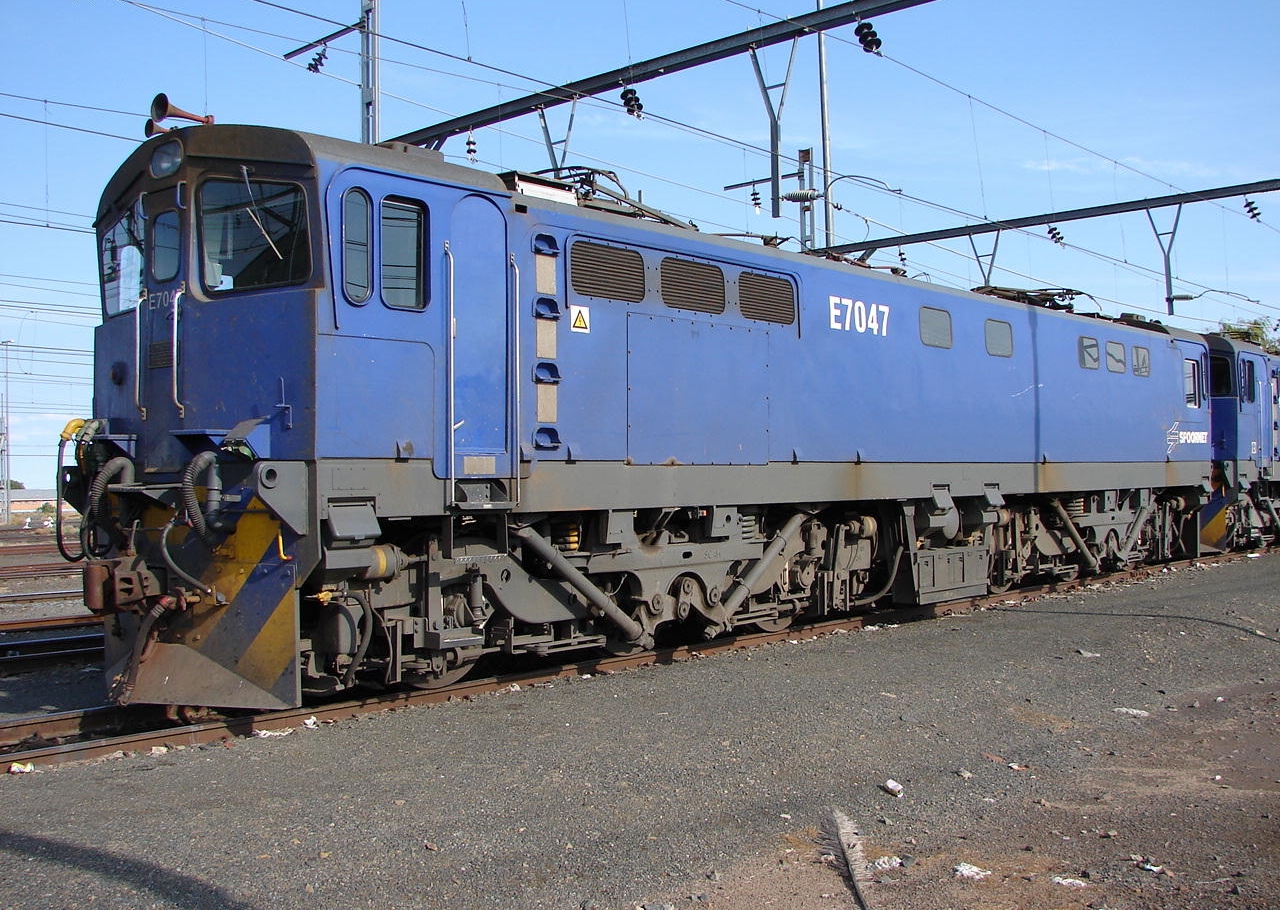
No. E7047 em Beaufort West em 1 de maio de 2006.
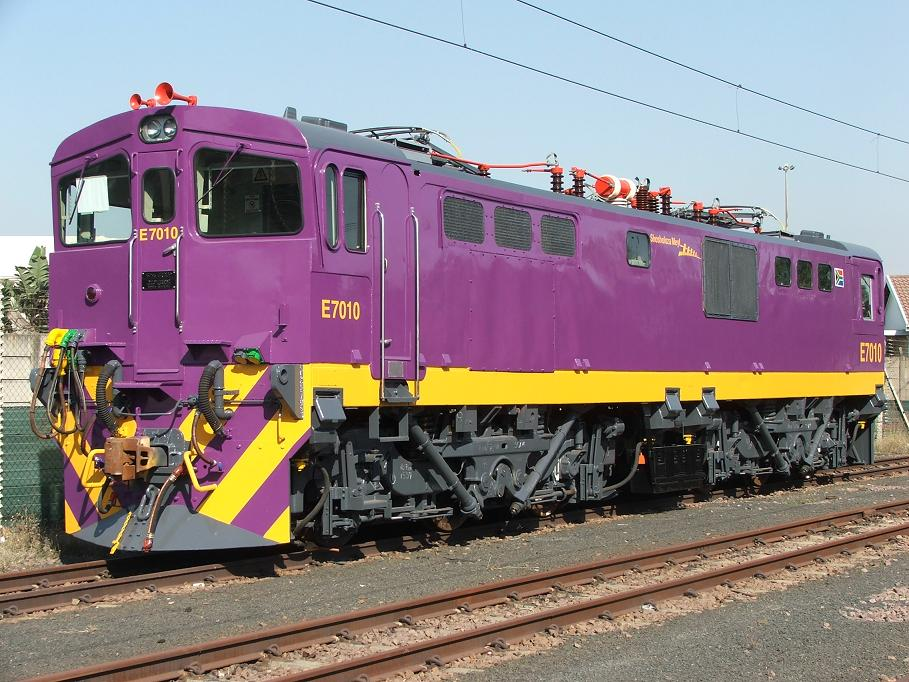
No. E7010 em Durban em 4 de junho de 2010.